# الکساندرا تیاوو
الکساندرا تیاوو (یونانی: Αλεξάνδρα Τσιάβου؛ زادهٔ ۲۶ سپتامبر ۱۹۸۵) قایقران روئینگ اهل یونان است.